# 瀧澤美奈子
瀧澤美奈子（たきざわ みなこ、1972年 - ）は日本の科学ジャーナリスト、科学ライター。日本科学技術ジャーナリスト会議副会長。慶應義塾大学大学院理工学研究科非常勤講師。公益財団法人藤原ナチュラルヒストリー財団評議員。公益財団法人核物質管理センター評議員。内閣府、文部科学省、農林水産省、消費者庁などにおいて審議会委員を歴任（後述）。2023〜2024年、内閣府の日本学術会議の在り方に関する有識者懇談会の委員として日本学術会議の法人化に向けた議論を行った。

## 来歴
1972年長野県生まれ。長野県野沢北高等学校卒業。東京理科大学理工学部物理学科を卒業後、お茶の水女子大学大学院理学研究科物理学専攻、修士課程修了。
一般企業を経て、2002年『科学のニュースが面白いほどわかる本。』（中経出版）で本格的に執筆を開始した。
2005年4月、有人潜水科学調査船「しんかい6500」に乗船した経験から海洋研究開発機構などの研究者に取材し、2013年までに深海科学を紹介する『ふしぎナゾ最前線！深海にひめられた地球の真実』、『日本の深海』、『深海の不思議』、『日本の深海』を刊行した。
2012年、観測的宇宙論の研究に携わった修士学生時代からの関心事であるアストロバイオロジーを紹介する『アストロバイオロジーとはなにか』を刊行。
2019年、創刊150周年を迎えた国際的な科学ジャーナル「ネイチャー」創刊当初の記事を読み解き、現代の科学技術政策などを論じる『150年前の科学誌「NATURE」には何が書かれていたのか』を刊行した。

## 著書
- 『150年前の科学誌「NATURE」には何が書かれていたのか』ベレ出版（2019年）
- 『日本の深海』　講談社ブルーバックス（2013年）
- 『アストロバイオロジーとは何か』　ソフトバンク・クリエイティブ（2012年）
- 『地球温暖化後の社会』　文藝春秋（2009年）
- 『最新 科学のニュースが面白いほどわかる本』　中経出版（2009年）
- 『植物は感じて生きている』　化学同人（2008年）
- 『深海の不思議』　日本実業出版社（2008年）
- 『深海の科学　地球最後のフロンティア』　ベレ出版（2008年）
- 『読んで納得！図解で理解！「ものをはかる」しくみ』　新星出版社（2007年）
- 『ポケット図解「物理」は図で考えると面白い』　青春出版社（2007年）
- 『ふしぎナゾ最前線！　深海にひめられた地球の真実』　旺文社（2006年）
- 『先端テクノロジーのしくみがよくわかる本』　技術評論社（2006年）
- 『光の大研究』　PHP研究所（2006年）
- 『図解「物理」は図で考えると面白い』　青春出版社（2005年）
- 『この理科わかる？』　中経出版（2005年）
- 『科学のニュースが面白いほどわかる本』　中経出版（2002年）
- 国立国会図書館サーチを参照。

## 出演番組
- NHK 「日曜討論」[7]（2019年12月15日、科学技術研究の振興に関して）
- BSフジ 「なるほどなっとく塾」（2020年1月、深海科学の魅力を伝える講師として）
- CS日テレ NEWS24 科学ニュース解説の特別解説委員としてレギュラー出演

## 連載
- 時事通信社「こども・サイエンスキッズ」（“もしもにそなえる　防災科学”、“ようこそ宇宙へ！”、“科学で救う　地球と命”、“自然のふしぎ探検隊”、“未知なる地球のヒミツ”など）
- 朝日小学生新聞、朝日中高生新聞「ニュースのことば」[8]
- 公益財団法人千里ライフサイエンス振興財団LFニュース「瀧澤美奈子が科学研究の第一線を訪ねてレポート　生命科学のフロンティア」[9]

## 審議会委員などの公職歴
内閣府日本学術会議の在り方に関する有識者懇談会委員、内閣府沖縄科学技術大学学園の今後の諸課題に関する検討会委員、内閣府日本医療研究開発機構審議会委員、農林水産省 農林水産技術会議委員、文部科学省国立研究開発法人審議会委員、臨時委員、文部科学省科学技術・学術審議会臨時委員、国民生活センター有識者懇談会委員、地震研究推進本部政策委員会委員、火山研究推進本部政策委員会委員、南極地球観測統合推進本部委員、山形県科学技術会議委員、産業総合研究所自己評価検証委員会委員、日本学術振興会有識者会合委員、日本学術会議外部評価委員会委員、富岳選定委員会委員、理化学研究所倫理審査委員会委員、極地研究所広報委員会委員、笹川平和財団海洋政策研究所編集委員、ムーンショット研究アドバイザリーボード委員など。